# ジョバンナ・デイ
ジョバンナ・ミラナ・デイ（Giovanna Milana Day, 1998年6月13日 - ）は、アメリカ合衆国の女子バレーボール選手。アメリカ代表。

## 来歴

### クラブチーム
ミシガン州ロメオ出身。メリーランド大学カレッジパーク校を経て2018年にベイラー大学へ編入。2019年のNCAA女子バレーボール選手権大会では3位となった。2020年、フランスのPays d'Aix Venellesに入団。2020/21シーズンのフランスリーグに出場し、リーグ終了後はプエルトリコのCangrejeras de Santurceでプレーした。2021年7月、イタリアセリエA2のLibertas Martignaccoに移籍し、1年間プレーした。2022年7月、セリエA2のCDA Talmassonsと契約し、1年間プレーした。2023年、韓国の大田正官庄レッドスパークスへ移籍し、2023/24シーズンの韓国Vリーグではチームを3位へ導き、自身もベストアウトサイドヒッター賞を受賞した。2024年、アスリーツ・アンリミテッドでプレーし、その後、新設されたLOVBに参戦。2024/25シーズンのLOVBでは3位となった。リーグ終了後はフィリピンのPetro Gazz Angelsでプレーした。2025年7月、日本のSVリーグNECレッドロケッツ川崎への移籍が発表された。

## 受賞歴
- 2024年 2023/24韓国Vリーグ ベストアウトサイドヒッター

## 所属クラブ
- メリーランド大学カレッジパーク校（2016-2018年）
- ベイラー大学（2018-2020年）
- Pays d'Aix Venelles（2020-2021年）
- Cangrejeras de Santurce（2021年）
- Libertas Martignacco（2021-2022年）
- CDA Talmassons（2022-2023年）
- Jakarta Pertamina Enduro（2023年）
- 大田正官庄レッドスパークス（2023-2024年）
- アスリーツ・アンリミテッド（2024年）
- LOVBアトランタ（2024-2025年）
- NECレッドロケッツ川崎（2025年-）